# Не додому вночі йдучи…
«Не додому вночі йдучи…» — вірш Тараса Шевченка, написаний на засланні 1848 року, на Косаралі.

## Написання
Збереглося декілька чистових автографів вірша: у «Малій книжці»; в альбомі Лазаревських (записи 1844—1887 років); у «Більшій книжці». Дата в автографі в альбомі Лазаревських: «1848, декабря 24. Косарал». Вірш датується дослідниками за цим автографом: 24 грудня 1848 року, місце написання — Косарал.
Автограф, з якого вірш переписано до «Малої книжки», не відомий. До «Малої книжки» Шевченко переніс твір орієнтовно наприкінці 1849 — на початку 1850 років (до арешту 23 квітня) і поставив його під № 3 у другому зшитку за 1849 рік. Під час переписування він замінив слово у рядку 18, закреслив, не подавши нового варіанта, частину рядка 47, виправив описки в рядках 4 та 9. Пізніше, очевидно в Новопетровському укріпленні, олівцем дописав назву «N. N.» (вірш присвячено Ф. Лазаревському) та вніс виправлення в рядок 28.
Приблизно в той самий час, коли Шевченко переніс вірш «Не додому вночі йдучи…» до «Малої книжки», він записав цей твір (без рядків 45 — 48 та без назви) в альбом Лазаревських. Автограф датується за часом перебування Шевченка в Оренбурзі в 1849—1850 років (з 31 жовтня 1849 — до арешту 23 квітня 1850 р.; Ф. Лазаревський жив в Оренбурзі між 1845—1854 роками) та за місцем в альбомі Лазаревських: попередній запис Шевченковою рукою в цьому альбомі народної пісні «Ой у саду, саду…» датовано поетом «ноября 17 — 1849, Оренбург». Найближчі наступні дати записів у альбомі Лазаревських — 1854 і 1855 років. Найімовірніше, Шевченко переписав твір з «Малої книжки», про що свідчать варіанти в рядках 19, 28 — 29, 33, 38, 44, що збігаються з текстом «Малої книжки». Збоку в кінці рукопису поставлено дату написання твору: «1848, декабря 24. Косарал». Очевидно, пізніше переглядаючи текст, Шевченко виправив олівцем рядок 21.
У 1858 році, не раніше 18 березня і не пізніше 22 листопада, Шевченко переписав вірш з «Малої книжки» до «Більшої книжки» з багатьма виправленнями. Зокрема, не перенесено присвяту «N. N.».

## Публікація
Вперше вірш надруковано в альманасі «Хата» (СПб., 1860, стор. 77 — 78) під назвою «На Різдво» без останніх дванадцяти рядків за текстом, близьким до автографа в альбомі Лазаревських (публікація відрізняється від цього тексту тільки рядком 13, який в усіх трьох автографах вірша збігається). Під твором дата: «1848, декабря 24. Косарал, на Аральському морі». До тексту «Хати» близький запис рядків 9 — 16 рукою П. Куліша під копією 1856 року автопортрета Шевченка, виконаного під час перебування на Косаралі (Чернігівський художній музей). Майже одночасно з публікацією в «Хаті» вірш з'явився в російському перекладі М. Гербеля у книзі: «Шевченко Т. Кобзарь: В переводе русских поэтов» (1860).
Наступну публікацію під назвою «Ф. М. Л-з-р-скому» зроблено в журналі «Основа» (1862, № 1, стор. 1 — 2) за «Більшою книжкою» з кількома помилками (у рядку 15 надруковано «заковавши» замість «заховавши», рядки 26 — 27 пропущено) та неточностями (в рядку 6 і 9 — «отоді» замість «отойді», в рядку 21 «тільки» замість «тілько», в рядку 29 «пійдуть» замість «підуть»).
Вперше вірш введено до збірки творів у виданні: «Кобзарь Тараса Шевченка / Коштом Д. Е. Кожанчикова» (СПб., 1867, стор. 446—447), де вірш надруковано за «Більшою книжкою» під назвою «Ф. М. Лазаревському». Того ж року за текстом публікації в альманасі «Хата» (СПб., 1860, стор. 77 — 78) твір передруковано у виданні: «Поезії Тараса Шевченка» (Львів, 1867, том 1, стор. 232—233).
Відомі дослідникам списки вірша походять від автографів та публікацій у періодиці. Найімовірніше, з «Малої книжки» вірш було переписано до рукописного списку невідомої особи з окремими виправленнями Шевченка кінця 1850-х років, що належав Л. Жемчужникову і не зберігся. Деякі відміни цього списку подав О. Кониський. Зафіксовані ним три варіанти в рядках 31, 33 та 44 збігаються з текстом «Малої книжки».
Запис Шевченка в альбомі Лазаревських — джерело списку рукою І. Лазаревського в збірці «Стихотворения Т. Г. Шевченка» кінця 1850-х років з виправленнями Шевченка в тексті інших творів.
Інші списки вірша «Не додому вночі йдучи…» походять від першодруку в альманасі «Хата»: у збірках «Сочинения Т. Г. Шевченка» (1862), «Барвінок. Пісні, вірші та байки», укладеній 1863 року А. Фесенком, збірці без дати, у рукописних «Кобзарях» — 1866 року, другої половини XIX століття тощо. Від публікації в журналі «Основа» (1862, № 1, стор. 1 — 2) походять списки в збірці «Сочинения Т. Г. Шевченка» (1862), у рукописних «Кобзарях» — 1865 року, переписаному Д. Демченком, 1866 року, другої половини XIX століття тощо.

## Сюжет
Вірш звернено до Федора Матвійовича Лазаревського (1820—1890) — чиновника Оренбурзької прикордонної комісії, одного з найближчих друзів поета на засланні. Знайомство Шевченка і Ф. Лазаревського відбулося на другий день після того, як поета 1847 року було доставлено до Оренбурга. Шевченко бував на квартирі у Лазаревського 1847 року та взимку 1849—1850 років, жив у нього в листопаді — грудні 1849-го після повернення з Аральської експедиції, зробив кілька записів у його альбомі (зокрема й вірша «Не додому вночі йдучи…»), 11 грудня 1849 року виконав портрет братів Михайла та Федора Лазаревських, 1850 року написав портрет Ф. Лазаревського. «Это один из самых благородных людей! — писав поет про Ф. Лазаревського в листі до В. Рєпніної від 7 березня 1850 року — Он первый не устыдился моей серой шинели и первый встретил меня по возвращении моем из кирги[зской] степи и спросил, єсть ли у меня что пообедать». Шевченко зустрічався з Ф. Лазаревським і після заслання. Ф. Лазаревський залишив спогади про поета.